# Ooky Spooky
Ooky Spooky – album amerykańskiego muzyka rockowego Voltaire’a, wydany przez Projekt Records w 2007 roku.
Na albumie znajduje się utwór Land of the Dead, wykorzystany w czołówce filmu Billy i Mandy i zemsta Boogeymana. Utwory Cantina, Zombie Prostitute i Hell in a Handbasket w wersjach na żywo znalazły się wcześniej na albumie Live!. Część utworów została również wcześniej opublikowana na minialbumie Zombie Prostitute...: utwór Zombie Prostitute w tej samej wersji, utwór Day of the Dead w wersji hiszpańskojęzycznej jako Dia De Los Muertos, utwór Cantina w wersji demo, utwór Hell in a Handbasket w wersji na żywo.
W utworze Stuck With You z Voltairem zaśpiewała Amanda Palmer z zespołu The Dresden Dolls.

## Lista utworów
1. "Land of the Dead"
2. "Zombie Prostitute"
3. "Cannibal Buffet"
4. "Day of the Dead"
5. "Blue-eyed Matador"
6. "Bomb New Jersey"
7. "Cantina"
8. "Stuck With You"
9. "Dead"
10. "Reggae Mortis"
11. "Hell in a Handbasket"